# Municipio de Fairview (Carolina del Norte)
El municipio de Fairview (en inglés: Fairview Township) es un municipio ubicado en el  condado de Buncombe en el estado estadounidense de Carolina del Norte. En el año 2010 tenía una población de 11.111 habitantes.

## Geografía
El municipio de Fairview se encuentra ubicado en las coordenadas 35°31′33.42″N 82°24′10.43″O / 35.5259500, -82.4028972.